# ルーウィン・ディアス
ルーウィン・ホセ・ディアス（Lewin José Díaz, 1996年11月19日 - ）は、ドミニカ共和国サンティアゴ州サンティアゴ・デ・ロス・カバリェロス出身のプロ野球選手（一塁手）。左投左打。KBOのサムスン・ライオンズ所属。

## 経歴

### プロ入りとツインズ傘下時代
2013年7月にアマチュア・フリーエージェントでミネソタ・ツインズと契約してプロ入り。
2014年、傘下のルーキー級ドミニカン・サマーリーグ・ツインズでプロデビュー。43試合に出場して打率.257、5本塁打、27打点を記録した。
2015年はルーキー級ガルフ・コーストリーグ・ツインズとアパラチアンリーグのルーキー級エリザベストン・ツインズでプレーし、2球団合計で47試合に出場して打率.233、4本塁打、20打点、2盗塁を記録した。
2016年はルーキー級エリザベストンでプレーし、46試合に出場して打率.310、9本塁打、37打点を記録した。
2017年はA級シーダーラピッズ・カーネルズでプレーし、122試合に出場して打率.292、12本塁打、68打点、2盗塁を記録した。
2018年はA+級フォートマイヤーズ・ミラクルでプレーし、79試合に出場して打率.224、6本塁打、35打点、1盗塁を記録した。
2019年は開幕からA+級フォートマイヤーズとAA級ペンサコーラ・ブルーワフーズでプレーした。

### マーリンズ時代
2019年7月27日にセルジオ・ロモ、クリス・バリモント、後日発表選手とのトレードで、マイアミ・マーリンズへ移籍した。移籍後は傘下のAA級ジャクソンビル・ジャンボシュリンプでプレーし、移籍前を含めた3球団合計で121試合に出場して打率.270、27本塁打、76打点を記録した。オフの11月20日にルール・ファイブ・ドラフトでの流出を防ぐために40人枠入りした。
2020年8月15日にメジャー初昇格を果たした。同日のアトランタ・ブレーブス戦では代打で登場してメジャーデビューすると、初打席で初安打を放った。この年メジャーでは14試合に出場して打率.154、3打点を記録した。
2021年は40試合に出場して打率.205、8本塁打、13打点を記録した。
2022年は58試合に出場して打率.169、5本塁打、11打点、1盗塁を記録した。

### オリオールズ傘下時代
2022年11月22日にウェイバー公示を経てピッツバーグ・パイレーツへ移籍した。その後30日にDFAとなり、12月2日にウェイバー公示を経てボルチモア・オリオールズへ移籍した。しかし、12月21日にDFAとなった。その後、23日にブレーブスに金銭トレードされたが、28日に今オフ4度目のDFAとなった。その後、翌年の1月5日にウェイバー公示を経て2週間ぶりにオリオールズへ復帰した。しかし、それから6日後の1月11日に40人枠の空きを作るために今オフ5度目のDFAとなり、17日にマイナー契約で傘下のAAA級ノーフォーク・タイズへ配属された。
結局、今オフ6度目にしてようやく所属先が決まったものの、この年はメジャーへの昇格は一度も叶わず、オフの11月6日にFAとなった。

### サムスン時代
2024年は、当初メキシカンリーグのカンペチェ・パイレーツとメキシコシティ・レッドデビルズに在籍していたが、8月14日、韓国プロ野球のサムスン・ライオンズと契約した。

## 詳細情報

### 年度別打撃成績
| 年 度    | 球 団    | 試 合 | 打 席 | 打 数 | 得 点 | 安 打 | 二 塁 打 | 三 塁 打 | 本 塁 打 | 塁 打 | 打 点 | 盗 塁 | 盗 塁 死 | 犠 打 | 犠 飛 | 四 球 | 敬 遠 | 死 球 | 三 振 | 併 殺 打 | 打 率 | 出 塁 率 | 長 打 率 | O P S |
| -------- | -------- | ----- | ----- | ----- | ----- | ----- | -------- | -------- | -------- | ----- | ----- | ----- | -------- | ----- | ----- | ----- | ----- | ----- | ----- | -------- | ----- | -------- | -------- | ----- |
| 2020     | MIA      | 14    | 41    | 39    | 2     | 6     | 2        | 0        | 0        | 8     | 3     | 0     | 0        | 0     | 0     | 2     | 0     | 0     | 12    | 2        | .154  | .195     | .205     | .400  |
| 2021     | MIA      | 40    | 128   | 122   | 16    | 25    | 4        | 1        | 8        | 55    | 13    | 0     | 0        | 0     | 0     | 6     | 1     | 0     | 33    | 1        | .205  | .242     | .451     | .693  |
| 2022     | MIA      | 58    | 174   | 160   | 12    | 27    | 4        | 0        | 5        | 46    | 11    | 1     | 0        | 0     | 2     | 11    | 0     | 1     | 54    | 3        | .169  | .224     | .288     | .512  |
| 2024     | サムスン | 29    | 118   | 110   | 14    | 31    | 5        | 0        | 7        | 57    | 19    | 0     | 0        | 0     | 0     | 6     | 0     | 2     | 25    | 2        | .282  | .331     | .518     | .849  |
| MLB：3年 | MLB：3年 | 112   | 343   | 321   | 30    | 58    | 10       | 1        | 13       | 109   | 27    | 1     | 0        | 0     | 2     | 19    | 1     | 1     | 99    | 6        | .181  | .227     | .340     | .567  |
| KBO：1年 | KBO：1年 | 29    | 118   | 110   | 14    | 31    | 5        | 0        | 7        | 57    | 19    | 0     | 0        | 0     | 0     | 6     | 0     | 2     | 25    | 2        | .282  | .331     | .518     | .849  |

- 2024年度シーズン終了時

### 年度別守備成績
| 年 度 | 球 団 | 一塁（1B） | 一塁（1B） | 一塁（1B） | 一塁（1B） | 一塁（1B） | 一塁（1B） |
| 年 度 | 球 団 | 試 合      | 刺 殺      | 補 殺      | 失 策      | 併 殺      | 守 備 率   |
| ----- | ----- | ---------- | ---------- | ---------- | ---------- | ---------- | ---------- |
| 2020  | MIA   | 11         | 88         | 6          | 0          | 10         | 1.000      |
| 2021  | MIA   | 32         | 204        | 34         | 0          | 24         | 1.000      |
| MLB   | MLB   | 43         | 292        | 40         | 0          | 34         | 1.000      |

- 2021年度シーズン終了時

### 背番号
- 68（2020年 - 2021年）
- 34（2022年）
- 0（2024年 - ）